# Сафронов, Александр Александрович (футболист)
Алекса́ндр Алекса́ндрович Сафро́нов (укр. Олександр Олександрович Сафронов; род. 11 июня 1999, Запорожье) — украинский футболист, защитник клуба «Залаэгерсег».

## Биография
Воспитанник футбольной школы запорожского «Металлурга». В турнирах ДЮФЛ Украины отыграл за запорожцев 69 матчей, забил 6 голов. В 2016 году перешёл в «Днепр», в составе которого провёл ещё 2 игры в ДЮФЛ, а позже выступал в молодёжном (22 матча, 1 гол) и юношеском (12 матчей) первенствах, так и не появившись на поле в основной команде. В 2017 году, вместе с рядом игроков и тренерским штабом «Днепра» перебрался в новосозданный «Днепр-1», начавший выступления со второй лиги чемпионата Украины, в дебютном сезоне став победителем своей группы. В следующем году на полгода отправился в аренду в кропивницкую «Звезду». По окончании срока аренды вернулся в «Днепр-1», ставший чемпионом среди команд первой лиги и завоевавший право выступать в УПЛ. Дебютировал в высшем дивизионе 11 августа 2019 года, выйдя в стартовом составе в домашнем матче против черниговской «Десны».
В январе 2020 года перешёл на правах годичной аренды в эстонскую «Левадию».

### Сборная
Выступал за юношеские сборные Украины различных возрастов. Летом 2018 года в составе сборной до 19 лет, возглавляемой Александром Петраковым, отправился на юношеский чемпионат Европы в Финляндии, на котором команда дошла до полуфинала, а Сафронов отыграл 2 матча. В июне 2019 года сборная Украины до 20 лет, с Сафроновым в составе, стала победителем чемпионата мира. Сам игрок на турнире провёл 4 игры, включая финальный поединок против Южной Кореи.

## Достижения
«Днепр-1»
- Серебряный призёр второй лиги чемпионата Украины: 2017/18
- Победитель первой лиги чемпионата Украины: 2018/19

Сборная Украины (до 20 лет)
- Победитель молодёжного чемпионата мира: 2019

## Награды
- Орден «За заслуги» III степени (2019)[3]